# Jinsei × Boku =
Jinsei × Boku = (人生×僕= Jinsei Kakete Boku wa) è il sesto album in studio del gruppo rock giapponese One Ok Rock, pubblicato il 6 marzo 2013.
Durante la creazione dell'album il gruppo ha avuto modo di collaborare con numerosi artisti internazionali come John Feldmann, Tue Madsen e Chris Lord Alge (tutti produttori). L'album contiene inoltre il singolo The Beginning pubblicato precedentemente dalla band.

## Tracce
1. Introduction〜Where idiot should go〜 – 1:11
2. Ending Story?? – 4:24
3. ONION! – 3:18
4. The Beginning – 4:52
5. Clock Strikes – 3:55
6. Be the light – 5:38
7. Nothing Helps – 4:46
8. Juvenile – 3:58
9. All Mine – 4:36
10. Smiling down – 4:24
11. Deeper Deeper – 3:36
12. 69 – 4:37
13. The same as... – 16:15

## Formazione
- Taka - voce
- Toru - chitarra
- Ryota - basso
- Tomoya - batteria